# Verfeil, Haute-Garonne
Verfeil är en kommun i departementet Haute-Garonne i regionen Occitanien i södra Frankrike. Kommunen ligger i kantonen Verfeil som tillhör arrondissementet Toulouse. År 2022 hade Verfeil 3 867 invånare.

## Befolkningsutveckling
Antalet invånare i kommunen Verfeil
Referens:INSEE

## Monument

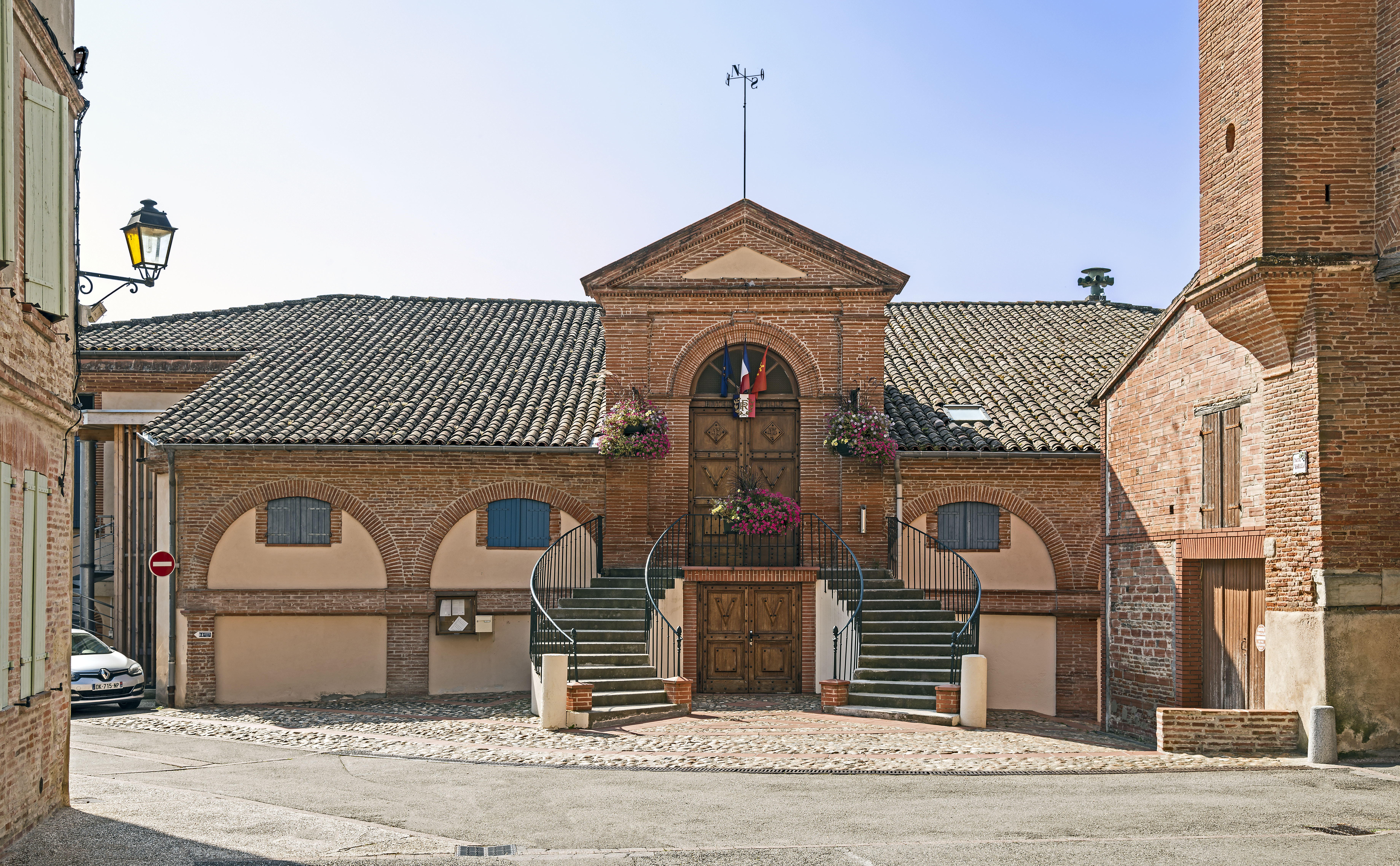
Stadshuset.
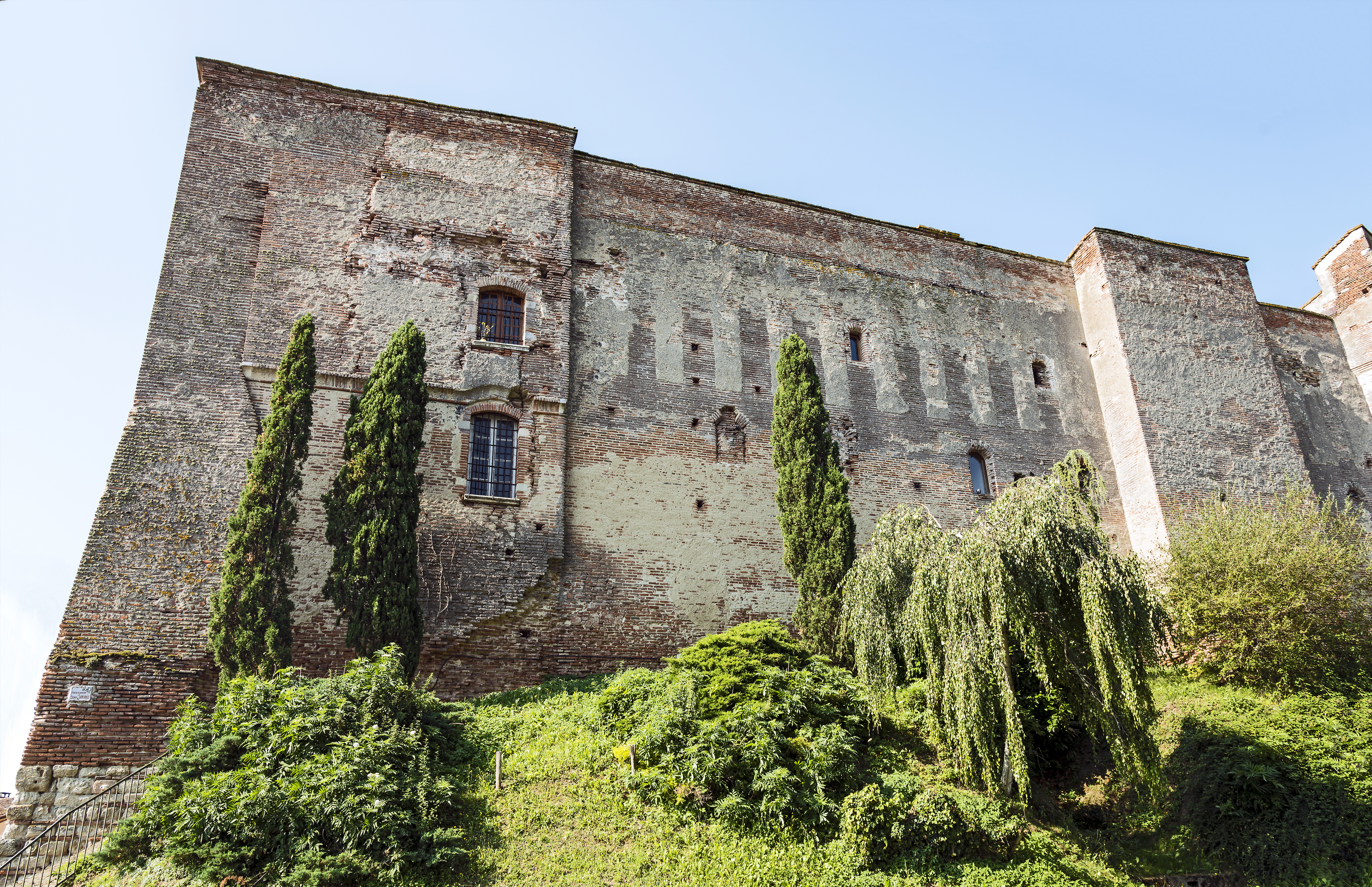
Slottet.
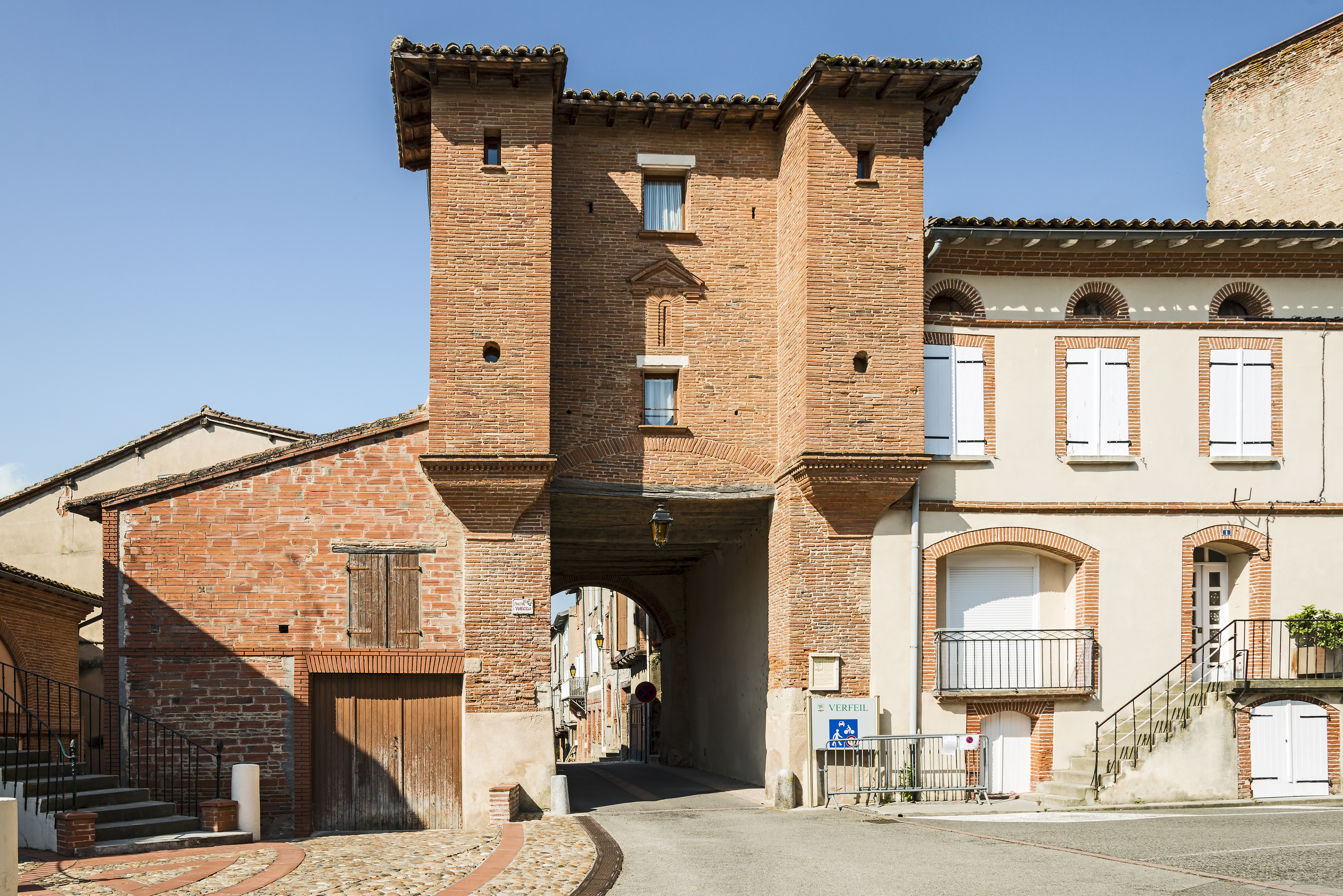
La porte Vaureze
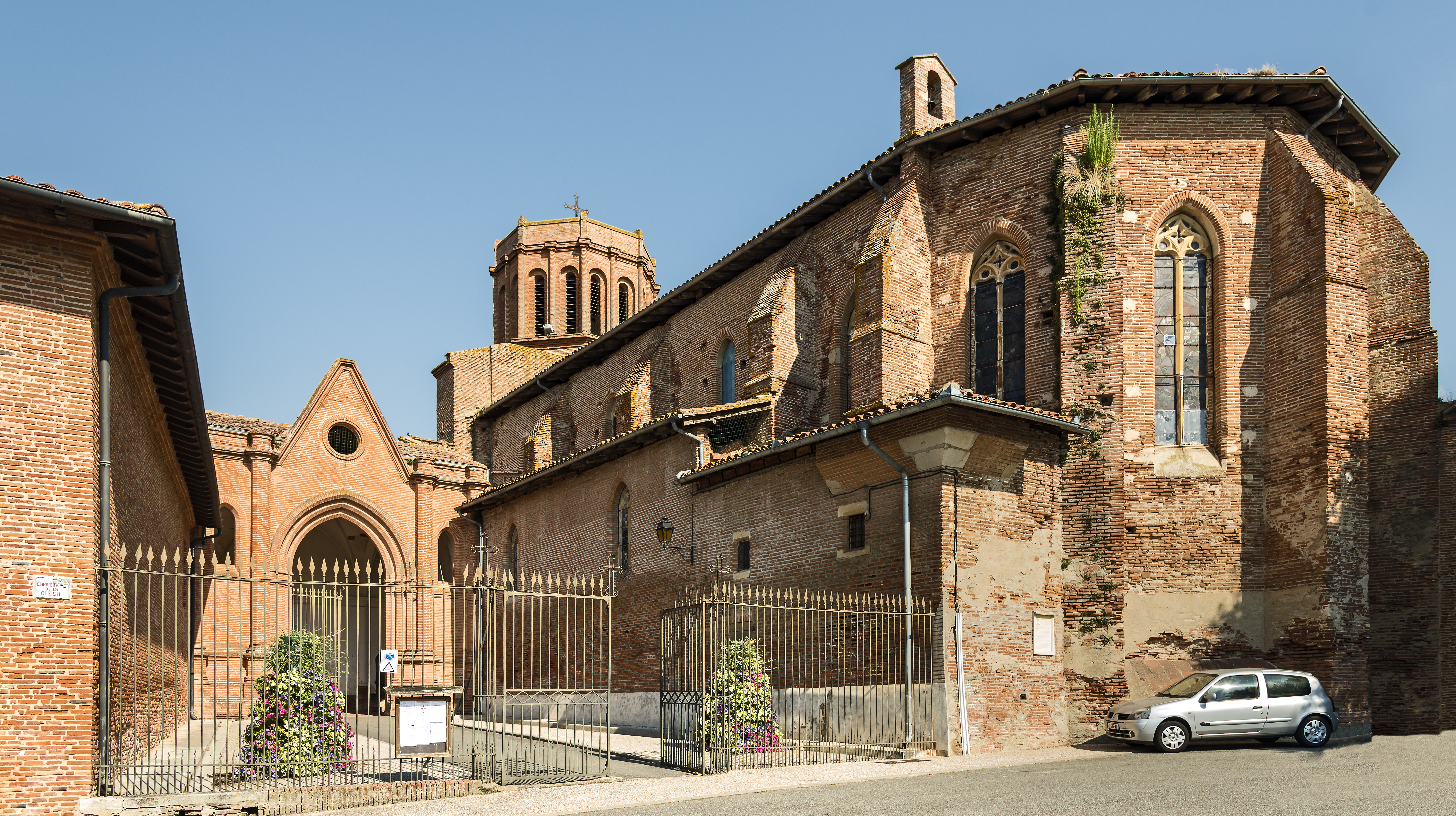
Kyrkan "Blasius".
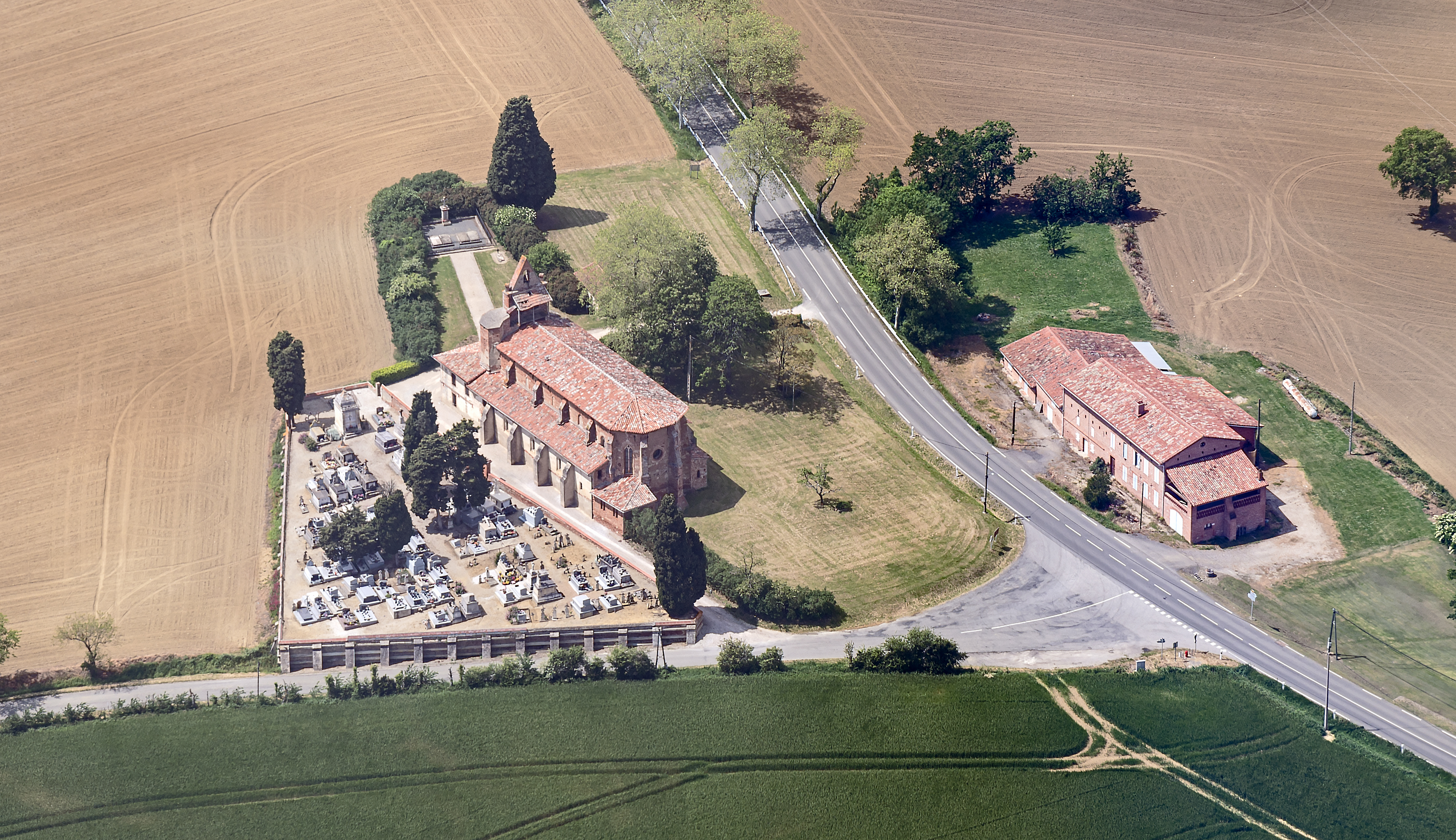
Kyrkan "Saint-Sernin-des-Rais".
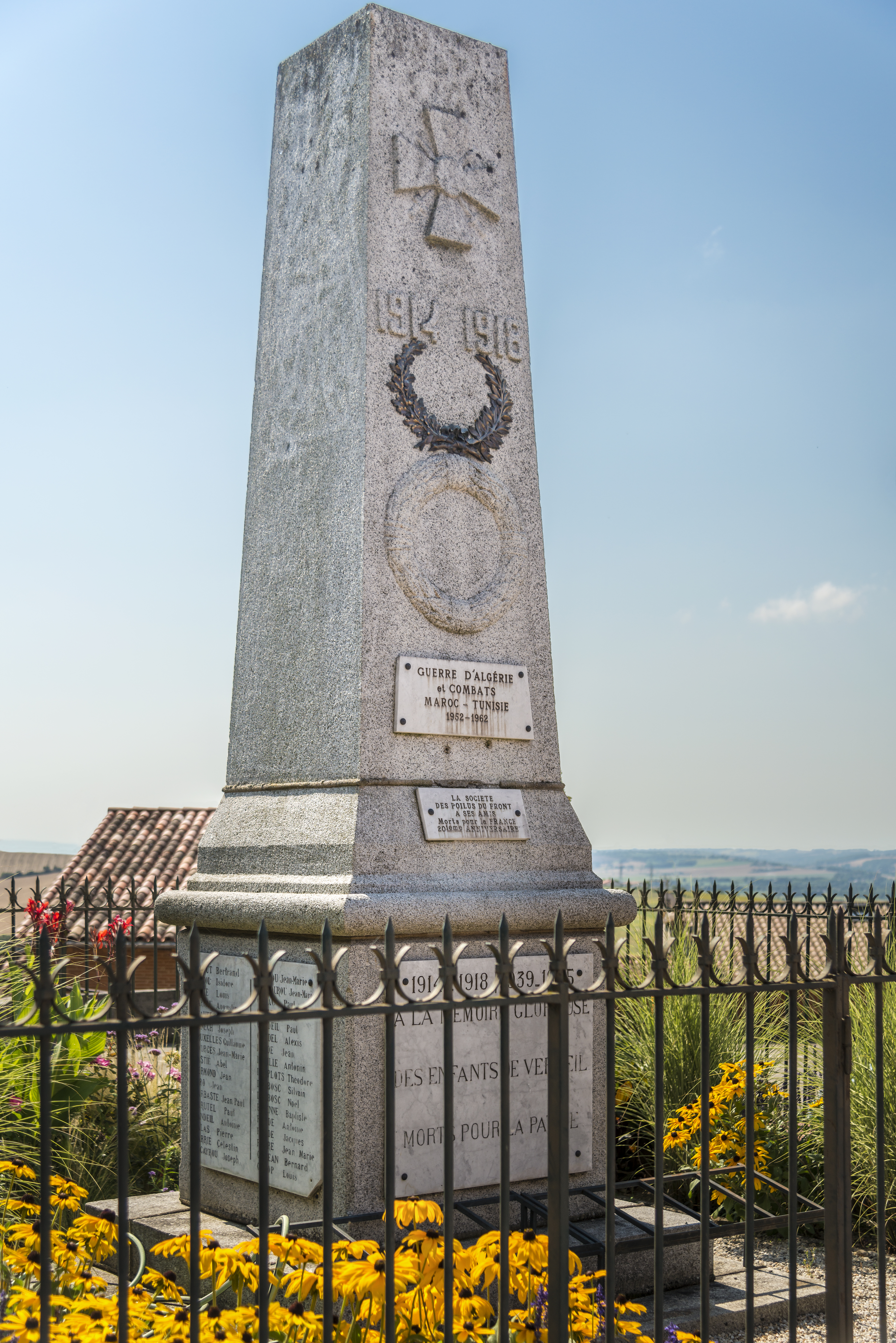
krigsmonument